# São Tomé de Negrelos
São Tomé de Negrelos es una freguesia portuguesa del concelho de Santo Tirso, con 5,49 km² de superficie y 4.241 habitantes (2001). Su densidad de población es de 772,5 hab/km².